# Shalom Luani
Shalom Luani (Masausi, 5 de agosto de 1994), é um futebolista samoano que atua como atacante. Atualmente, joga pelo Tafuna Jets.
Ele é conhecido por ter marcado o primeiro gol da história da Seleção da Samoa Americana de Futebol em uma partida reconhecida pela FIFA.

## Vida pessoal
Shalom é o filho de Penitito e Niukini Luani e como seus pais, vem da aldeia de Masausi. Shalom se graduou Masefau Ensino Fundamental antes de ingressar na Fagaitua High School. Em junho de 2012 Luani foi um dos 32 de estudantes da ilha que foram homenageados na Cerimônia de estudante-atleta de Reconhecimento, onde estudantes atletas assinaram oficialmente com as faculdades de sua escolha; Luani juntou Chabot College, em Hayward, Califórnia.
Seu irmão Roy, que é um ano mais velho do que Shalom, também é um jogador de futebol e também atua como atacante. Roy jogou por Samoa Americana na categoria Sub-20, mas ainda não pela equipe principal. Os dois também jogaram juntos pela equipe da Fagaitua High School de futebol americano.